# Mercurio volante
Il Mercurio volante è una statua del Giambologna. Il soggetto del Mercurio in volo fu eseguito in innumerevoli varianti che giunsero anche all'estero, contribuendo alla diffusione in Europa del linguaggio manierista.

## Storia
(Giorgio Vasari, Le vite dei più eccellenti pittori, scultori e architettori, Degl’Accademici del disegno pittori, scultori et architetti e dell'opere loro prima del Bronzino, 1568)
"Il Mercurio volante è documentato per la prima volta nel 1580, anno in cui fu ultimato dal Giambologna e da Firenze venne inviato a villa Medici a Roma, residenza del cardinale Ferdinando de’ Medici, futuro granduca. Qui il bronzo fu sistemato nel giardino a coronamento di una fontana, che ornava la scalinata d’accesso alla villa e vi rimase fino al 1780, quando il granduca Pietro Leopoldo di Lorena lo fece rimuovere per collocarlo al centro della nuova Sala dei bronzi moderni, agli Uffizi. Insieme a tutte le opere di quella sala, è stato trasferito al Bargello intorno al 1870" (Sala di Michelangelo e della scultura del Cinquecento, Museo Nazionale del Bargello, pag.12).
L’idea di raffigurare Mercurio nel momento di librarsi in volo, in equilibrio su una gamba, trova dei precedenti nella produzione del Giambologna sia nella statuetta con Mercurio di Bologna del 1563-1564 che nella versione del  1564-1565 spedita all’imperatore austriaco Massimiliano II.
Massimiliano II d'Asburgo era il fratello di Giovanna d'Austria che sposò Francesco I de' Medici e perciò Cosimo I gli donò il Mercurio citato dal Vasari, oggi perduto.

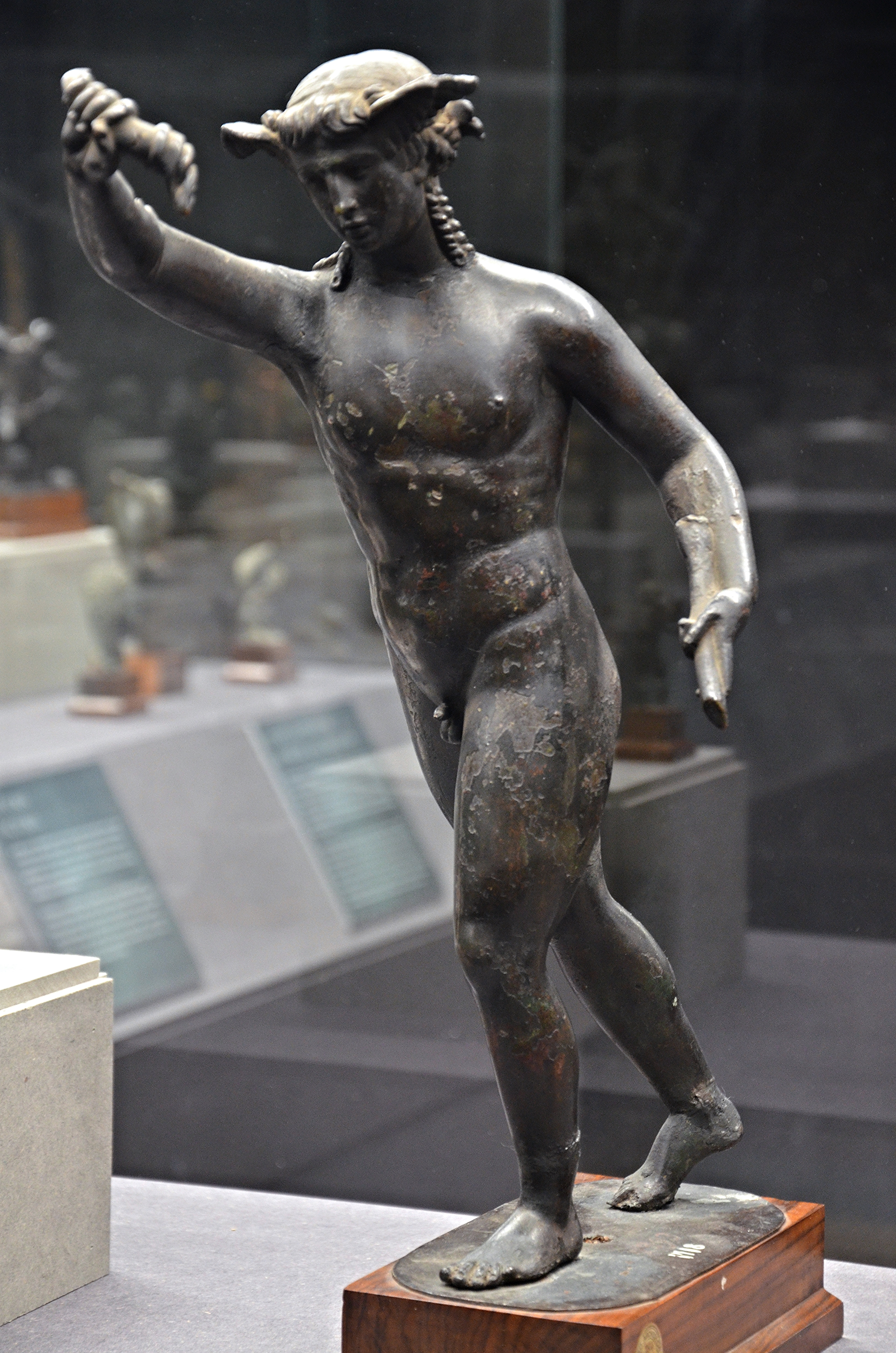
Arte romana, Hypnos, Museo archeologico nazionale di Firenze

## Descrizione e stile
Il giovane dio appare nudo nell'atto di spiccare il volo, in equilibrio sul piede sinistro. 
Questa posizione è ripresa da un bronzetto romano nelle collezioni medicee con Hypnos, presentante l'elmo alato e quindi già scambiato con Mercurio, e potrebbe rielaborare anche la leggerezza del Putto con delfino del Verrocchio, il tutto rielaborato originalmente dal Giambologna con una particolare interpretazione dell'equilibrio chiastico classico in funzione della resa di un fluido dinamismo: la disposizione incrociata tra arti in estensione e flessi, che frontalmente genera un senso ascensionale dell'opera, lateralmente ne rende l'espansione nello spazio.
Sono presenti gli elementi iconografici di Mercurio: il caduceo, che impugna con la mano sinistra, il petaso sulla testa e i calzari alati. Il dio è sospinto dal soffio di vento che fuoriesce dalla bocca di Eolo o Zefiro, da cui originariamente usciva uno zampillo d'acqua che dava la suggestione che la statua si librasse nell'aria.
La figura è resa con eleganza nei gesti e nella tornitura anatomica e sembra non provare sforzo nel muoversi, esemplificazione scultorea del concetto manieristico di sprezzatura.
(Baldassarre Castiglione, Libro del cortegiano, XVI, 1528)
Il virtuosismo scultoreo è evidente nell'apparente leggerezza della figura, che pare danzare con grazia nello spiccare il volo con moto serpentinato, esplorando le possibilità tecniche fino ai limiti più estremi, affinché la forma appaia nella sua purezza ideale, soggiogando la materia all’idea.

## Altre versioni
| Immagine | Collocazione                                                                  | Datazione                              | Altezza               |
| -------- | ----------------------------------------------------------------------------- | -------------------------------------- | --------------------- |
|          | Bologna, Musei Civici d'Arte Antica: Museo Civico Medievale                   | 1563 - 1564                            | 57,5 cm               |
|          | Vienna, Collection of Sculpture and Decorative Arts, Kunsthistorisches Museum | 1585 circa                             | 73,5 cm               |
|          | Dresda, Grünes Gewölbe                                                        | prima del 1587                         | 61,8 cm senza la base |
|          | Venezia, Galleria Giorgio Franchetti alla Ca' d'Oro                           | 1590-1608 circa                        | 76 cm                 |
|          | Tolosa, Musée des Augustins                                                   | 1624                                   | 189 cm                |
|          | Parigi, Museo del Louvre                                                      | incerta: dopo il 1574 e prima del 1700 | 160 cm                |